# Liste der Monuments historiques in Mertrud
Die Liste der Monuments historiques in Mertrud führt die Monuments historiques in der französischen Gemeinde Mertrud auf.

## Liste der Immobilien
| Bezeichnung | Beschreibung                   | Standort             | Kennzeichnung | Schutzstatus | Datum | Bild |
| ----------- | ------------------------------ | -------------------- | ------------- | ------------ | ----- | ---- |
| Wohnhaus    | offener Kamin, 17. Jahrhundert | 11 Petite Rue (Lage) | PA00079149    | Inscrit      | 1925  |      |

## Liste der Objekte
| Bezeichnung | Beschreibung          | Standort                     | Kennzeichnung | Schutzstatus | Datum | Bild |
| ----------- | --------------------- | ---------------------------- | ------------- | ------------ | ----- | ---- |
| Kanzel      | Holz, 18. Jahrhundert | in der Kirche St-Rémi (Lage) | PM52000900    | Classé       | 1965  |      |